# Stenomesson campanulatum
Stenomesson campanulatum är en amaryllisväxtart som beskrevs av Alan W. Meerow. Stenomesson campanulatum ingår i släktet Stenomesson och familjen amaryllisväxter. Inga underarter finns listade i Catalogue of Life.